# Reinhold Joest
Reinhold Joest of Reinhold Jöst (Abtsteinach, 24 april 1937) is een Duits teameigenaar en voormalig autocoureur. Hij is eigenaar van het raceteam Joest Racing. In 1980 won hij de 24 uur van Daytona.

## Carrière
Joest begon zijn autosportcarrière in 1962 en reed in Porsche Carrera's en Alfa Romeo's. Tot 1968 nam hij vooral deel aan heuvelklimraces, waar hij tweemaal Duits kampioen werd. In 1966 reed hij zijn eerste circuitrace en behaalde een klasse-overwinning in de 1000 kilometer van de Nürburgring in een Porsche 356B 1600. In 1971 werd hij een officiële fabriekscoureur van Porsche.
In 1969 nam Joest voor het eerst deel aan de 24 uur van Le Mans. Hij eindigde in 1972, 1978 en 1980 op het podium, maar wist nooit de race te winnen.
In 1978 richtte Joest zijn eigen autosportteam Joest Racing op. Dat jaar werd hij ook kampioen in de Interserie-klasse en in de Class 1 van het European Sportscar Championship. Verder won hij tussen 1976 en 1980 vier races in het World Sportscar Championship. In 1980 behaalde hij internationaal gezien zijn grootste zege in de 24 uur van Daytona, die hij deelde met Rolf Stommelen en Volkert Merl. In 1981 behaalde hij zijn laatste zege in de 9 uur van Kyalami, waarna hij zijn carrière beëindigde.
Na zijn loopbaan als coureur bleef Joest aan als teambaas van Joest Racing. Dit team heeft onder zijn leiding zestien keer de 24 uur van Le Mans gewonnen.